# Most Hongkong-Zhuhai-Makau
Most Hongkong-Zhuhai-Makau – drogowa przeprawa mostowo-tunelowa przez deltę Rzeki Perłowej, łącząca miasta Zhuhai i Makau z Hongkongiem.
Długość całej przeprawy wynosi 55 km, w tym 23 km mostu głównego, 6,7 km podwodnego tunelu oraz drogi dojazdowe: 12 km od strony Hongkongu i 13,4 km od strony Zhuhai.
Całość wspomagana jest sztucznymi wyspami. Na wyspie o powierzchni blisko 209 ha, usytuowanej obok portu Zhuhai, mieszczą się: centrum zarządzania mostami, służby drogowe i ratownicze oraz punkty poboru opłat. Na kolejnych dwóch sztucznych wyspach znajdują się portale tunelu głównego. Na sztucznej wyspie o powierzchni 150 ha umiejscowiono przejście graniczne Hongkong (ang. Hongkong Boundary Crossing Facilities, HKBCF). Znajduje się tam odprawa ładunków i pasażerów, kontrola pojazdów, biura odpraw celnych, urząd imigracyjny, system nadzoru ruchu drogowego, itp.
Przeprawa mostowa między Zhuhai a tunelem obejmuje oprócz relatywnie niskich mostów o konstrukcji belkowej także trzy mosty wantowe umożliwiające żeglugę. Rozpiętość przęsła największego w nich (Jianghai Channel Bridge) wynosi około 458 metrów. Na całej długości w każdym kierunku kierowcy mają do dyspozycji trzy pasy ruchu.
Tunel mierzący 6,7 km został zbudowany z gotowych prefabrykatów pomiędzy dwiema sztucznymi wyspami. Każdy z 33 elementów, który podczas budowy został zatopiony na dnie morza mierzył 180 metrów długości, 38 metrów szerokości i 11,40 metrów wysokości Maksymalna głębokość, na której leży tunel wynosi 45 metrów, co również umożliwia żeglugę.
Droga dojazdowa z Hongkongu do mostu głównego (ang. Hong Kong Link Road, HKLR) jest sześciopasmową drogą o długości około 12 km z czego 9,4 km przebiega po wiadukcie, 1 km w tunelu a 1,6 km drogą położoną na naturalnym gruncie. Początkowo brano pod uwagę budowę tunelu pod lotniskiem, by wywrzeć jak najmniejszy wpływ na środowisko oraz zminimalizować szkody w krajobrazie. Zdecydowano się jednak na wiadukt przebiegający nad zajmowanym przez rdzennych mieszkańców cyplem Sha Lo Wan i zatoką. Konstrukcja wiaduktu została tak zaprojektowana, by nie zagrażała bezpieczeństwu samolotów pobliskiego lotniska oraz miała minimalny wpływ na środowisko naturalne zatoki i cyplu zwłaszcza białe delfiny czy czerwone formacje skalne na plażach zatoki.
Przeprawa została tak zaprojektowana, aby służyła przez 120 lat, i była odporna na trzęsienia ziemi o sile 8 stopni w skali Richtera.
Po oddaniu do użytku w 2018 roku był najdłuższym mostem morskim na świecie.

## Galeria

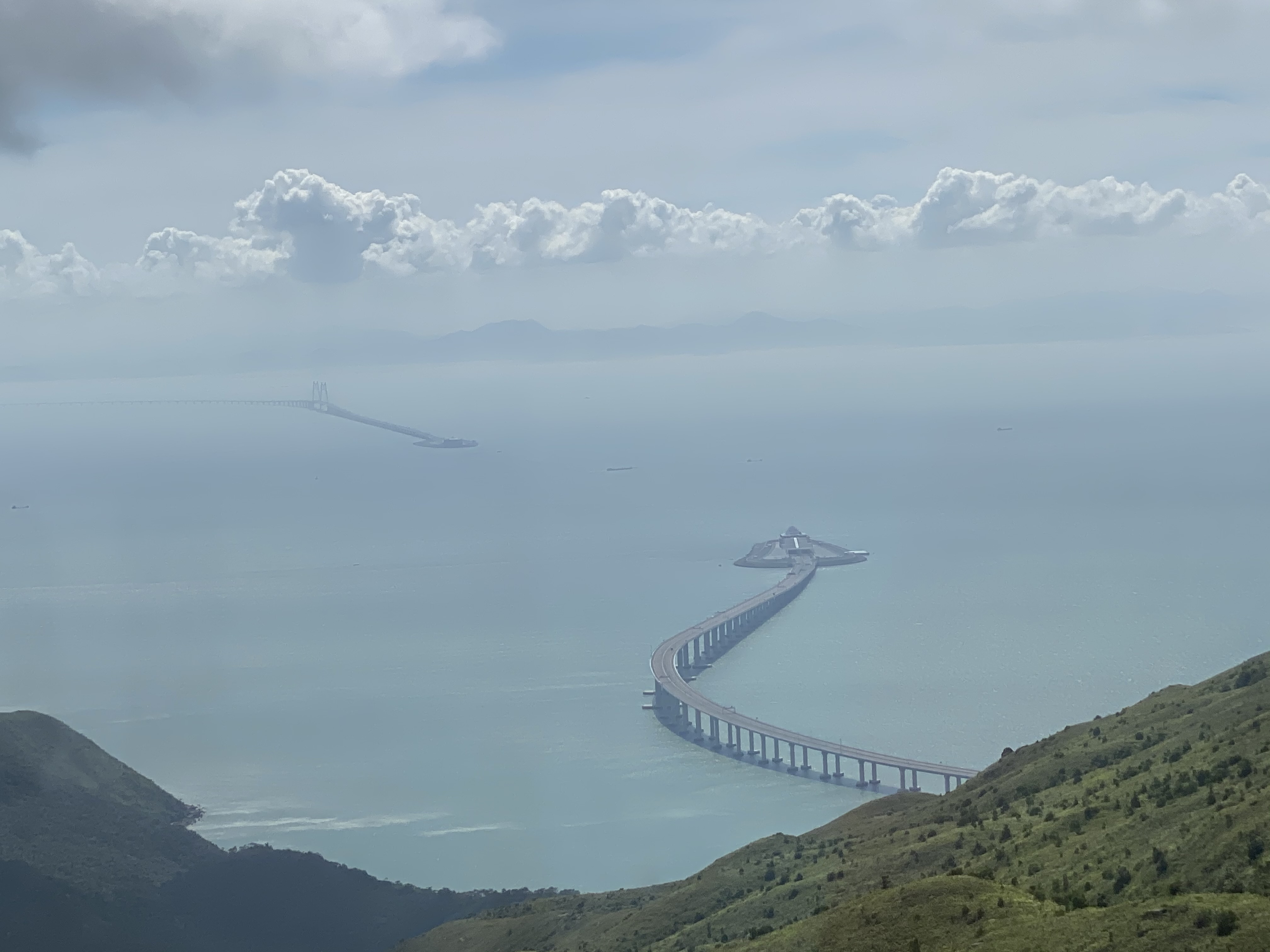
Most Hong Kong-Zhuhai-Makau
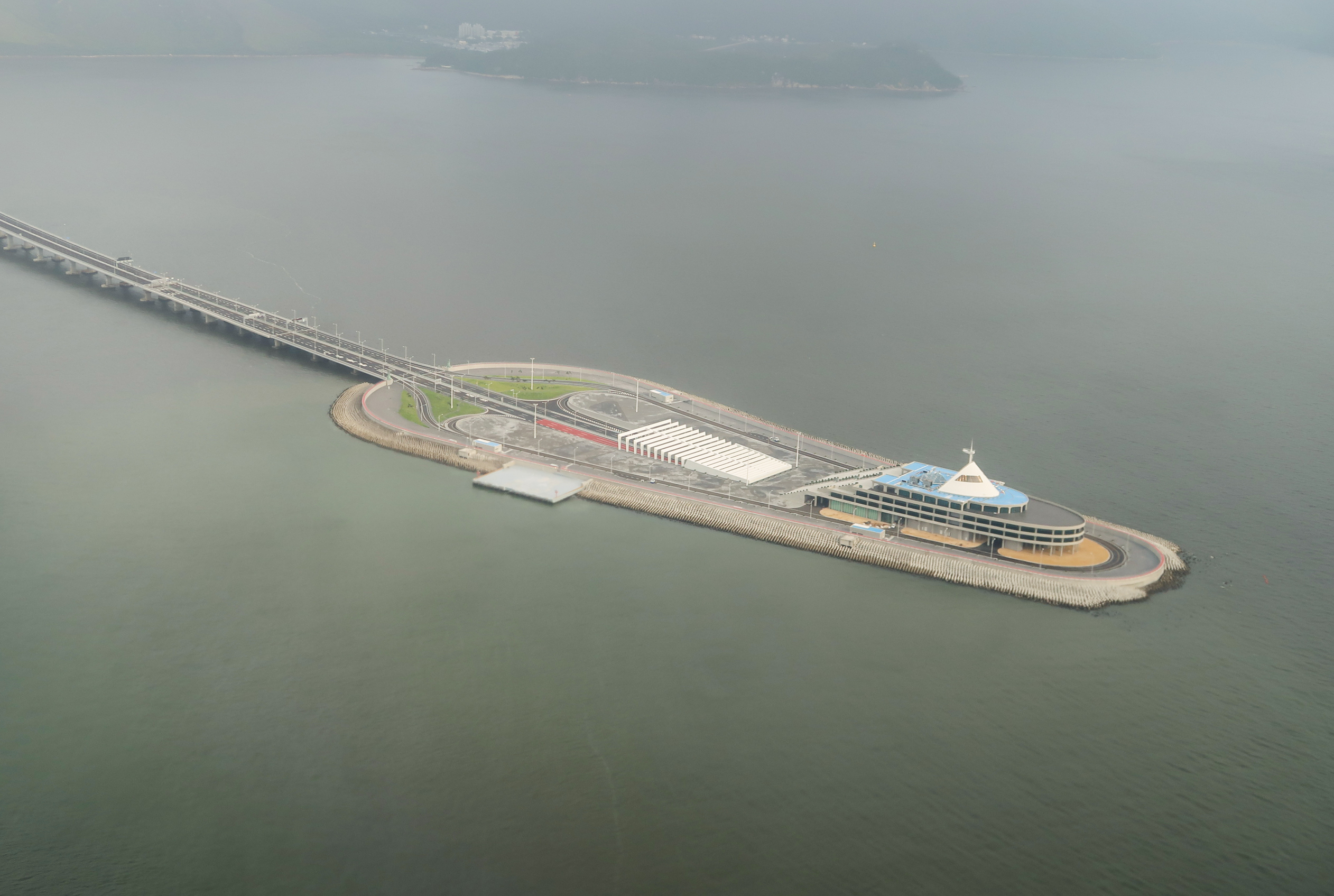
Sztuczna wyspa łącząca most z tunelem
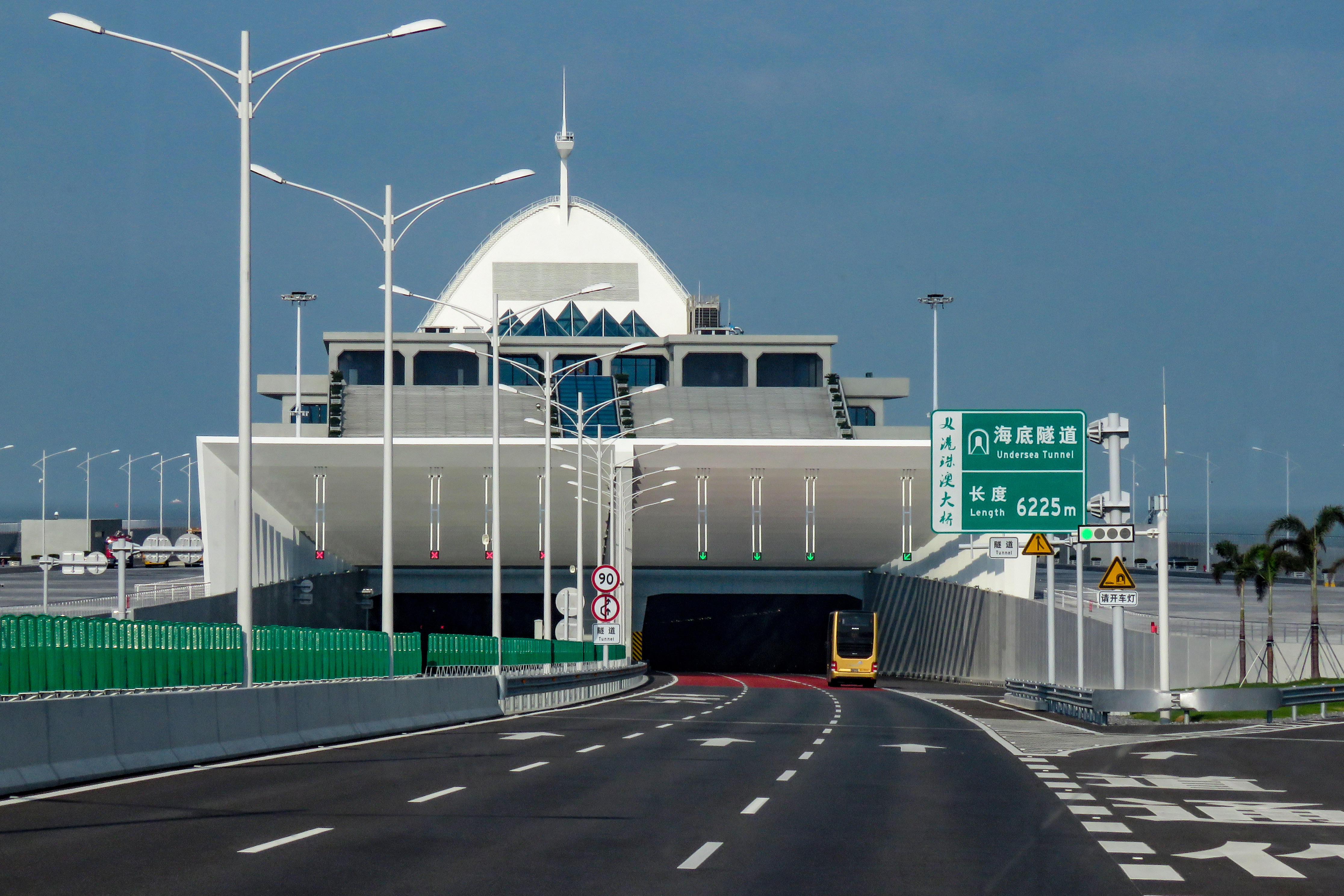
Wjazd do tunelu